# Даниловка (Мордовия)
Дани́ловка — посёлок в Зубово-Полянском районе Мордовии России. Входит в состав Анаевского сельского поселения.

## История
Основан в начале 1920-х годов переселенцами из села Каргашино. По данным на 1931 год в посёлке насчитывалось 30 дворов

## Население
| 2002 | 2010 |
| ---- | ---- |
| 23   | ↗28  |

### Национальный состав
Согласно результатам переписи 2002 года, в национальной структуре населения мордва-мокша составляли 100 %.

## Улицы
В посёлке имеется одна улица — Луговая.